# 윈도우 혼합 현실

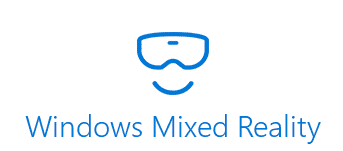

윈도우 혼합 현실(Windows Mixed Reality, 윈도우 믹스트 리얼리티, 이전 명칭: 윈도우 홀로그래픽, Windows Holographic)은 윈도우 10 운영 체제의 일부로서 도입된 혼합 현실 플랫폼으로서, 호환되는 헤드 마운티드 디스플레이에 홀로그래피와 혼합 현실 경험을 제공한다.
플래그십 장치 마이크로소프트 홀로렌즈는 2015년 1월 21일 "Windows 10: The Next Chapter" 언론 행사에서 발표되었다. 물리적인 실제 세상의 요소들의 실시간 표현을 가상 요소의 실시간 표현에 통합(이를 마이크로소프트를 "홀로그램"이라고 부름)하는 혼합 현실 경험을 제공하며) 마치 공유된 환경에서 함께 존재하는 것처럼 인식되게 만들어 준다. 증강현실 컴퓨터에 특화된 윈도우의 변종인(실제 세계의 물리적인 환경을 가상 요소와 함께 증강시킴) 윈도우 가상 현실은 유니버설 윈도우 플랫폼 앱의 실행이 가능한 증강 현실 운용 환경을 갖추고 있다.
이 플랫폼은 또한 윈도우 10에서 사용되도록 설계된 가상 현실 헤드셋용으로도 사용되며 이는 윈도우 가상 현실의 일부로서 구현된 사양에 따라 개발되어 있으나 홀로그래픽 경험의 지원은 전무하다.

## 혼합 현실 포털
혼합 현실 포털(Mixed Reality Portal)은 윈도우 혼합 현실의 프론트엔드 역할을 하는 유니버설 윈도우 플랫폼 앱이다. 사용자가 탐색하고 애플리케이션 바로 가기 및 가상 데스크톱의 사용자 지정을 할 수 있는 3차원 환경을 제공한다. 이 기능은 원래 클리프 하우스(Cliff House)라는 환경과 함께 런칭되었다. 두 번째 환경인 스카이로프트(Skyloft)는 2018년 4월 업데이트에 추가되었다.

## 같이 보기
- 매직 리프
- 구글 글래스

## 내용주
1. ↑  See also: holography § Fake holograms